# Världsmästerskapen i hastighetsåkning på skridskor (distanser) 2007
VM i hastighetsåkning på skridskor (distanser) 2007 anordnades i Salt Lake City i USA.  Världsmästerskap gällande olika sträckor, anordnas de år då Olympiska vinterspel ej anordnas.

## Resultat

### Damer
- - 2 x 500 m
- 1 Jenny Wolf, Tyskland – 74,42
- 2  Beixing Wang, Kina – 74,53
- 3 Sayuri Ōsuga, Japan – 75,20
  - 1 000 m
- 1 Irene Wüst, Nederländerna – 1.13,83
- 2 Anni Friesinger , Tyskland – 1.14,26
- 3 Christine Nesbitt, Kanada  – 1.14,44
  - 1 500 m
- 1 1 Irene Wüst, Nederländerna – 1.52,71
- 2 Cindy Klassen, Kanada – 1.53,40
- 3 Kristina Groves, Kanada – 1.54,39
  - 3 000 m
- 1 Martina Sáblíková, Tjeckien – 3.58,09
- 2 Renate Groenewold, Nederländerna – 3.58,41
- 3 Cindy Klassen, Kanada – 3.58,50
  - 5 000 m
- 1 Martina Sáblíková, Tjeckien – 6.45,61
- 2 Claudia Pechstein,  Tyskland – 6.50,79
- 3 Kristina Groves, Kanada – 6.58,41
  - Lagtempo 2 310 m
- 1 Kanada (Kristina Groves, Christine Nesbitt, Shannon Rempel)
- 2 Nederländerna (Ireen Wüst, Renate Groenewold, Paulien van Deutekom)
- 3 Tyskland (Claudia Pechstein , Daniela Anschütz, Lucille Opitz)

### Herrar
- - 2 x 500 m
- 1 Kang-seok Lee, Sydkorea – 68,69
- 2 Yuya Oikawa, Japan – 69,02
- 3 Tucker Fredricks, USA – 69,03
  - 1 000 m
- 1 Shani Davis, USA – 1.07,28
- 2 Denny Morrison, Kanada – 1.07,30
- 3 Kyou-hyuk Lee, Sydkorea– 1.10,63
  - 1 500 m
- 1 Shani Davis, USA – 1.42,39
- 2 Erben Wennemars, Nederländerna – 1.42,80
- 3 Denny Morrison, Kanada – 1.42,88
  - 5 000 m
- 1 Sven Kramer, Nederländerna – 6.10,70
- 2 Enrico Fabris, Italien – 6.12,53
- 3 Carl Verheijen, Nederländerna – 6.15,21
  - 10 000 m
- 1 Sven Kramer, Nederländerna – 12.41,69
- 2 Carl Verheijen, Nederländerna – 13.00,46
- 3 Brigt Rykkje, Nederländerna – 13.06,03
  - Lagtempo 3 080 m
- 1 Nederländerna (Sven Kramer, Carl Verheijen, Erben Wennemars)
- 2 Kanada (Arne Dankers, Denny Morrison, Justyn Warsylewicz)
- 3 Ryssland (Jevgenij Lalenkov, Aleksej Junin, Ivan Skobrev)